# Marc Rucart
Marc Rucart,  né le 24 juillet 1893 à Coulommiers (Seine-et-Marne) et mort le 23 février 1964 à Paris,  est un homme politique et résistant français.
Après un début de carrière comme journaliste puis directeur dans la presse locale, il est élu député radical des Vosges de 1928 à 1942. Entre 1937 et 1940, il est ministre de la Santé publique dans les gouvernements Chautemps et Daladier, et plus brièvement de la Justice dans les gouvernements Blum. Refusant de voter les pleins pouvoirs au maréchal Pétain en 1940, il entre dans la Résistance. Après guerre, il est sénateur de la circonscription de Côte d'Ivoire puis de Haute-Volta jusqu'en 1958.

## Biographie
Marc Rucart est le fils d'un tailleur d'habits. Après une formation en droit, il commence sa carrière professionnelle à 17 ans en tant que journaliste. Il collabore à plusieurs journaux radicaux entre 1910 et 1924, notamment Le Briard en Seine-et-Marne, Radical, La Lanterne, L'Aisne. Il fonde La Tribune des Républicains dans le même département avant de partir en 1924 pour Épinal où il dirige La République des Vosges. Il dirige également le journal Le Progrès du Loiret jusqu'à la fin de sa publication en 1927.
Par ailleurs, il est membre de la Ligue des droits de l'homme, où il fait partie de l'équipe des conférenciers, il est fondateur et secrétaire de la fédération du Loiret, de l'Aisne puis des Vosges. Il est membre du Parti radical, opposant résolu au bagne.
Il est aussi un franc-maçon très actif. Initié le 6 février 1916 à Orléans à la loge L'Indépendance 398 relevant de la Grande Loge de France, il entre en 1925 au Grand Orient de France quand celui-ci s'implante dans les Vosges. L'essentiel de son activité maçonnique se situe cependant au Droit Humain auquel il s'affilie en 1929.
Il se présente d'abord aux élections législatives de 1926 dans les Vosges comme radical : il demande l'union des républicains face à la « réaction » mais n'obtient que 23 % des voix, derrière André Barbier et Marcel Arnould. Lorsqu'il se représente en 1928 à Épinal, il est élu au second tour avec 54,6 % des voix grâce aux désistements de deux autres candidats radicaux. Lors de l'élection cantonale partielle de 1933 à la suite du décès de Louis Simonet, il est élu de justesse avec 50,6 % des voix. À la Chambre, il soutient les gouvernements radicaux du Cartel des gauches, des modérés et ceux de Raymond Poincaré, mais refuse sa confiance aux gouvernements Tardieu et Laval. Rucart est très actif, notamment sur les questions éducatives (l'enseignement religieux, l'École des arts et métiers), religieuses (contre les congrégations en Annam et contre le Concordat de 1929) et sur les questions douanières. Il est membre de la commission de l'armée en 1932 et réclame la création d'une direction de la fabrication des armements et des stocks de guerre et la création d'un corps d'ingénieurs militaires. Il obtient l'harmonisation du matériel militaire et la loi sur la création d'un service de fabrication d'armes. En 1934, il est rapporteur sur l'affaire Oustric puis fait partie de la commission d'enquête sur la crise du 6 février 1934.
Dans son numéro du 11 avril 1934, le journal Le Porc-épic publie la photographie d'une lettre de Marc Rucart à un frère maçon où il lui déclare que son mandat de parlementaire est un « outil supplémentaire pour le travail du Grand Œuvre », reproduit par plus de 150 journaux à sa suite. Il dénonce l'année suivante ce qu'il indique comme des « mansuétudes » de Laval envers les Ligues et fait partie de ceux qui votent leur dissolution.
En 1936, il est le chef du Front populaire dans les Vosges, se déplaçant dans tout le département pour choisir ses candidats. Il est lui-même élu avec 51,5 % des voix grâce au ralliement socialiste.
Il est plusieurs fois ministre sous la IIIe République. Il est notamment Garde des Sceaux dans les deux gouvernements de Léon Blum (avril 1936- juin 1937 et mars-avril 1938). Il y défend l'action du gouvernement dans le rapport entre bailleurs et locataires touchés par la crise, se prononce pour l'amnistie de condamnations politiques, prévoit d'agir avec bienveillance face aux grèves. Il réorganise le ministère en novembre 1936 puis deux mois après défend une réforme de la loi sur la presse, en affirmant qu'il veut l'indépendance de la magistrature. Il milite aussi pour la transformation des maisons de corrections en centres d'accueil et d'éducation professionnelle.
Il est ensuite Ministre de la Santé publique entre juin 1937 et mars 1940, dans les gouvernements Chautemps III et IV  (juin 1937-mars 1938) puis Daladier III (avril 1938-mars 1940) où il encourage la mise en place d'un plan national pour l'égalité de chacun face à la santé. Il crée l'inspection générale de la Santé publique et le Conseil national de la Croix-Rouge et instaure les primes à la natalité.
Aux élections cantonales de 1937 dans les Vosges, il défend son bilan et celui du Front contre des conservateurs et des radicaux indépendants, il est réélu avec 52,6 % des voix mais ne parvient pas à obtenir une majorité dans le Conseil.
Durant la Seconde Guerre mondiale, en 1940, il vote contre les pleins pouvoirs constituants à Philippe Pétain et gagne Paris, où il intègre directement la Résistance. Il fait partie du « Cercle », groupe de francs-maçons et de personnalités civiles qui s’inscrivent dans le mouvement de résistance intérieure Patriam Recuperare. Il est arrêté par les Allemands en janvier 1941 pour « gaullisme » mais est relâché faute de preuves. Après une dénonciation, il doit fuir en zone libre et intègre le mouvement Combat. Il fait partie du Conseil national de la Résistance au nom du Parti radical. En 1943, il part pour Alger comme membre de l'Assemblée consultative provisoire (1943-1945) où il est délégué pour le Parti radical-socialiste et devient président de la commission des Affaires étrangères.
Il revient à Épinal en septembre 1944 et participe aux premières réunions du Parti radical mais souhaite ne plus y siéger. Il se présente donc à Alger puis dans la Drôme mais il est à chaque fois battu. Il revient alors dans les Vosges comme opposant au premier projet de Constitution. Tête de liste du Rassemblement des gauches républicaines, il est lourdement battu aux élections de la seconde constituante avec seulement 9 % des voix. Il n'est alors plus en mesure de rester dans les Vosges face au déclin du Parti radical que son prestige de résistant ne peut compenser. Il ne se présente pas aux premières élections législatives de 1946 et quitte le département.
Il se présente aux sénatoriales de 1946 et est élu conseiller de la République pour la Côte d'Ivoire en janvier 1947 puis pour la Haute-Volta en novembre 1948. Il est régulièrement réélu à ce poste jusqu'en 1958. Il s'inscrit au groupe du Rassemblement des gauches républicaines et à l'intergroupe du Rassemblement du peuple français et intègre la commission de la France d'outre-mer. Il dépose trois rapports, sur la modification du statut de la Cochinchine dans l'Union française, débattue le 25 mai 1949, sur la répression des évasions des détenus transférés dans les établissements sanitaires ou hospitaliers au Togo et dans les territoires d'outre-mer autres que l'Indochine, l'Afrique occidentale française et Madagascar et sur la formation de l'assemblée territoriale des Comores le 11 avril 1952.
Marc Rucart s'exprime sur l'organisation et la composition du Haut Conseil de l'Union française et la création de l'assemblée représentative en Cochinchine. Réélu sénateur en 1952 par 6 voix sur 11. Il retrouve la commission de la France d'outre-mer qui le désigne à nouveau à la sous-commission chargée du suivi et du contrôle permanent de l'emploi des crédits affectés à la défense nationale. Président de l'association des rédacteurs en chef des journaux français, il se voit nommer à la commission de la presse. Il est par ailleurs membre suppléant de la commission du suffrage universel en 1953. Cependant, au cours de son troisième mandat, son activité parlementaire est réduite. En juin 1958, Marc Rucart vote les pleins pouvoirs constituants . Lors des élections sénatoriales de 1958, il ne retrouve pas son siège face à Blaise Bassoleth.
Marc Rucart meurt à 70 ans le 23 février 1964 dans le 11e arrondissement de Paris. Il est inhumé le 27 février suivant au cimetière du Perreux-sur-Marne dans la sépulture de sa belle-famille Plottu. Néanmoins, la sépulture fut relevée en 2004 et les restes furent transférés dans l'ossuaire du cimetière.

## Hommages
Une rue d’Épinal porte son nom.

## Distinctions

### Françaises
- Chevalier de la Légion d'honneur (5 novembre 1948)[11]
- Médaille de la Résistance française, avec rosette (3 août 1946)[12]
- Commandeur de l'ordre de la Santé publique de droit en tant que ministre de la Santé publique (1er mars 1938)[13]

### Étranger
- Grand cordon de l'ordre du Ouissam alaouite
- Grand-croix de l'ordre du Nichan Iftikhar
- Ordre du Lion blanc 1re classe (Tchécoslovaquie)